# Шубино (Наро-Фоминский район)
Шубино — деревня в Наро-Фоминском районе Московской области, в составе сельского поселения Ташировское. Численность постоянного населения по Всероссийской переписи 2010 года — 22 человека, в деревне числится 1 садовое товарищество. До 2006 года Шубино входило в состав Крюковского сельского округа.
Деревня расположена в юго-западной части района, на правом берегу реки Березовки, левом притоке реки Ильятенка (приток Исьмы), примерно в 18 км к западу от города Наро-Фоминска, высота центра над уровнем моря 204 м. Ближайший населённый пункт — Бавыкино в 1 км на юго-восток.